# Фисхук
Фисхук (англ. Fish Hoek, африк. Vishoek) — город на юго-западе Южно-Африканской Республики, на территории Западно-Капской провинции. Входит в состав городского округа Кейптаун. Климатический курорт на берегу Атлантического океана.

## История
Первое поселение фермеров возникло в районе Фисхука в 1818 году. Город был основан на территории фермы Фисхук в 1919 году. В 1940 Фисхук получил статус муниципалитета. В 2000 году город был включён в состав городского округа Кейптаун.

## Географическое положение
Город расположен в юго-западной части провинции, в восточной части Капского полуострова, на берегу бухты Фолс-Бей, на расстоянии приблизительно 5 километров к югу от Кейптауна, административного центра провинции. Абсолютная высота — 22 метра над уровнем моря.

## Климат
Климат города субтропический средиземноморский. Среднегодовое количество осадков — 823 мм. Наибольшее количество осадков выпадает в период с апреля по октябрь. Средний максимум температуры воздуха варьируется от 15,5 °C (в июле), до 25,6 °C (в феврале). Самым холодным месяцем в году является июль. Средняя минимальная ночная температура для этого месяца составляет 7,4 °C.

## Население
По данным официальной переписи 2001 года, население составляло 15 851 человек, из которых мужчины составляли 46,5 %, женщины — соответственно 53,5 %. В расовом отношении белые составляли 94,46 % от населения города, цветные — 2,78 %; чернокожие — 2,20 %; азиаты (в том числе индийцы) — 0,56 %. Наиболее распространёнными среди горожан языками были: английский (87,86 %) и африкаанс (10,15 %).

Согласно данным, полученным в ходе проведения официальной переписи 2011 года, в Фисхуке проживало 11 890 человек, из которых мужчины составляли 45,73 %, женщины — соответственно 54,27 %. В расовом отношении белые составляли 82,15 % от населения города; чернокожие — 9,69 %; цветные — 5,05 %; азиаты (в том числе индийцы) — 1,17 %; представители других рас — 1,93 %. Наиболее распространёнными среди жителей города языками являлись: английский (82,98 %) и африкаанс (12,64 %).

## Достопримечательности
В окрестностях города расположена пещера Кейп-Флетс, в которой были обнаружены ископаемые останки кроманьонцев возраста около 35 тысяч лет.

## Известные уроженцы
- Мэттью Бут (р. 1977) — южноафриканский футболист.
- Майк Бернардо (р. 1967 или 1969) — южноафриканский кикбоксер и боксёр.